# Ensemble Alte Saline

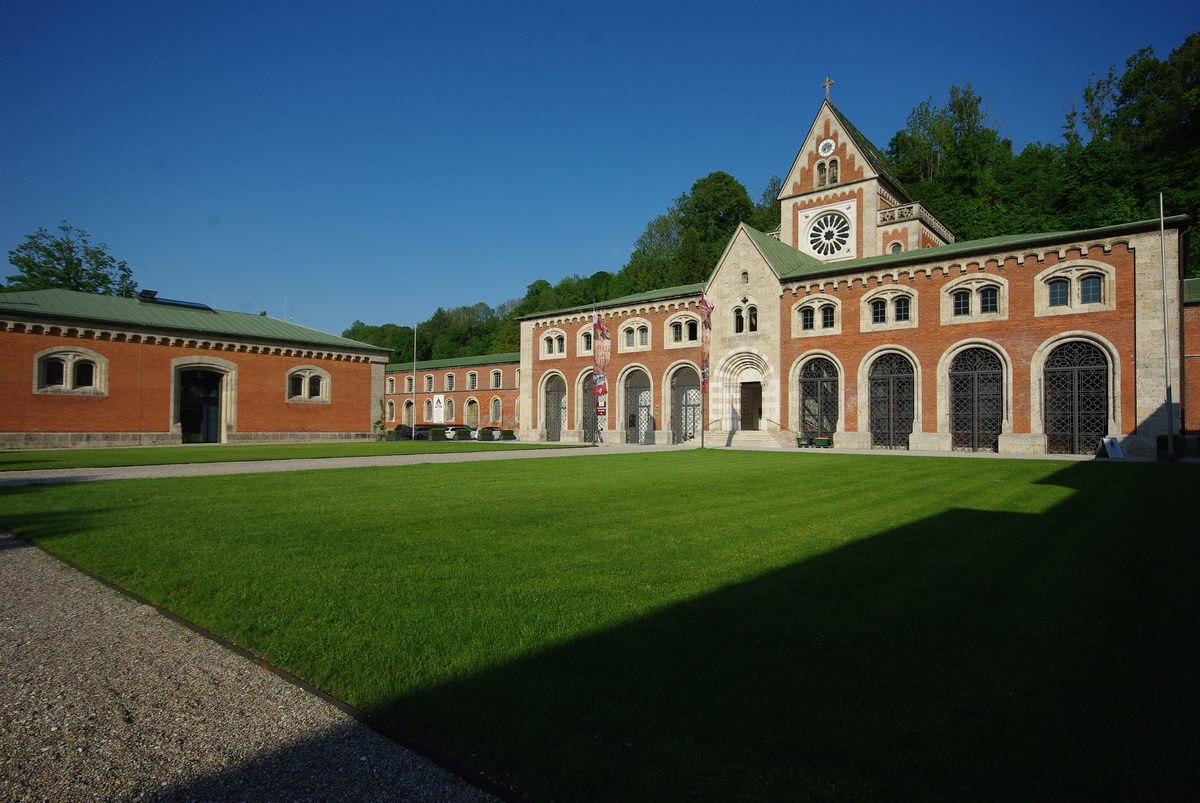
Alte Saline, Hauptbrunnhaus

Das Ensemble Alte Saline ist ein Gebäudeensemble in Bad Reichenhall und steht entsprechend Artikel 1, Absatz 3 des Bayerischen Denkmalschutzgesetzes unter Denkmalschutz. Das Ensemble umfasst neben der Alten Saline mit Hauptbrunnhaus, angeschlossenen Gebäuden und der Innenhöfe auch die Salinenstraße, den Beamtenstock, den Feuerwachtturm sowie den Oberen und den Unteren Lindenplatz.
An das Ensemble Alte Saline schließt im Süden nahtlos das Ensemble Obere Stadt an, im Nordwesten das Ensemble Rathausplatz.

## Beschreibung

Lageplan

Den Kern des Ensembles Alte Saline bildet die Alte Saline der Stadt Bad Reichenhall. Diese umfasst Hauptbrunnhaus, Solereserven, Sudhäuser, Magazine, das Werkstattgebäude, die Bergreserve, die Brunnhauskapelle, den Quellenbau unter Tage, die drei Innenhöfe, die beiden Brunnen im nördlichen und südlichen Innenhof sowie die Einfriedung. Auch zum Ensemble zählt der Beamtenstock auf der gegenüberliegenden Seite der Salinenstraße, der lange Zeit das Verwaltungsgebäude für die Anlagen der Saline war. Da die bei der Errichtung der Anlage im Hinblick auf den Brandschutz großzügige Abstandsflächen eingeplant wurden, zählen auch Oberen und Unteren Lindenplatz sowie die Salinenstraße zum Ensemble. Der Feuerwachtturm oberhalb der Saline wurde schon vor dem Stadtbrand 1834 am Anfang des 19. Jahrhunderts errichtet, zählt jedoch aufgrund der engen geschichtlichen Verknüpfung mit der alten Saline ebenfalls zum Ensemble.

## Geschichte
Das Ensemble Alte Saline befindet sich am Fuße des Gruttensteins, wo bereits in ur- und frühgeschichtlicher Zeit Salz aus den Solequellen gewonnen wurde. Die Geschichte der Salzerzeugung des Mittelalters in Bad Reichenhall war einem stetigen Wandel unterworfen, der technischen, politischen oder natürlichen Ursprungs war. Der letzte große einschneidende Vorfall war der große Stadtbrand von Reichenhall 1834, bei dem ¾ der Stadt und insbesondere alle Anlagen der Saline zerstört wurden. Nach dem Willen König Ludwig I. sollte der Neubau hohe technische als auch repräsentative Anforderungen erfüllen. Friedrich von Gärtner entwarf den Beamtenstock, der ab dem Frühjahr 1836 errichtet wurde. Grundsteinlegung für die technischen Anlagen war 1838. Federführend waren dabei der damalige Direktor der Salinendirektion der Stadt, Friedrich von Schenk sowie Joseph Daniel Ohlmüller, von dem hauptsächlich der Entwurf für die Brunnhauskapelle stammt. 1844 nahm das erste Sudhaus am Unteren Lindenplatz den Betrieb auf, erst 1851 war das letzte der vier Sudhäuser fertiggestellt. Die Brunnen in den beiden äußeren Innenhöfen wurden erst 1859 errichtet. Nach der Errichtung der Neuen Saline außerhalb der Stadt endete 1929 die Salzerzeugung in der Alten Saline. Seitdem erfüllten die Gebäude unterschiedliche Zwecke.
Heute ist im Hauptbrunnhaus das Salzmuseum untergebracht, durch die technischen Anlagen und den unterirdischen Quellenbau werden täglich Führungen angeboten. In den Sudhäusern entlang der Salinenstraße befinden sich Einzelhändler und Physiotherapeuten, in den Magazinen sind eine Apotheke, mehrere Ärzte, eine Gastronomie sowie Räume für kulturelle Veranstaltungen untergebracht. Solereserve 1 beherbergt ein Ärztezentrum, Solereserve 3 die Reichenhaller Akademie. Im Werkstattgebäude befindet sich der Sitz des Eigentümers, eines örtlichen Bauträgers.

## Einzeldenkmäler

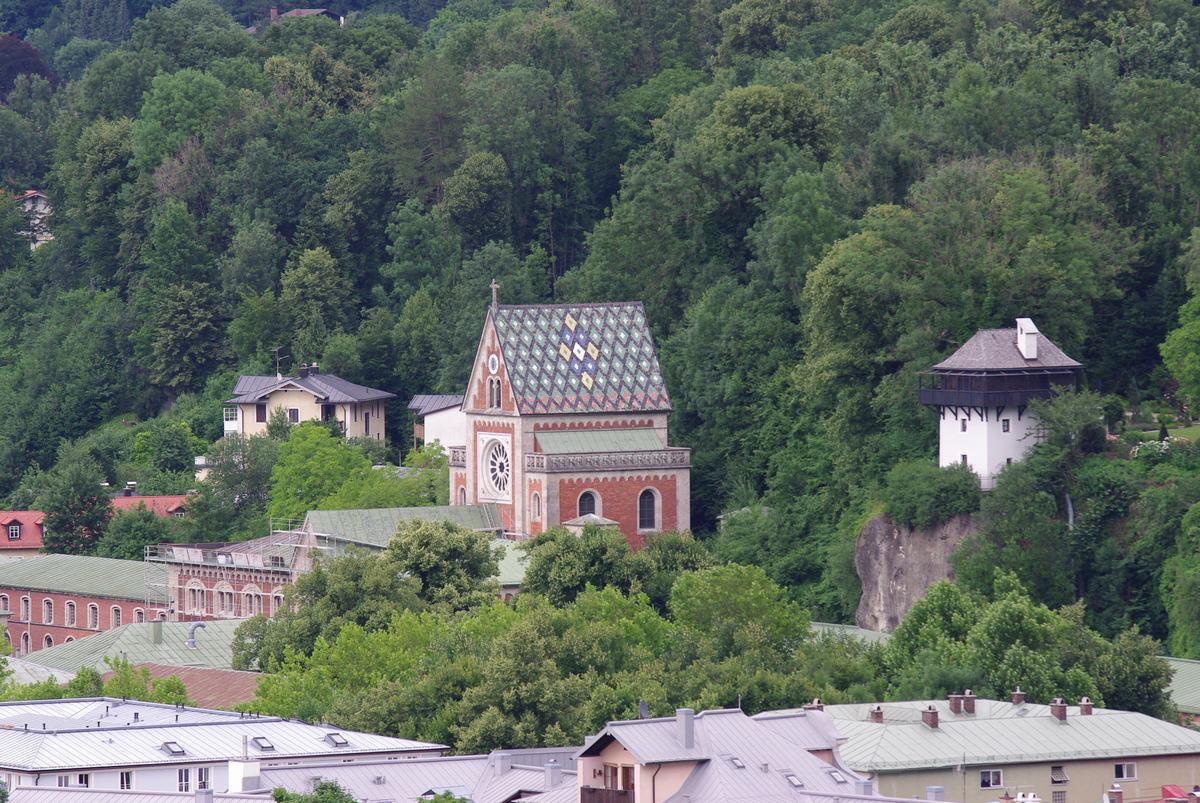
Brunnhauskapelle vom Schroffen aus

### Alte Saline
Zum Denkmal Alte Saline, das unter der Nummer D-1-72-114-127 in die Denkmalliste eingetragen ist, zählen neben Hauptbrunnhaus, Solereserven, Sudhäusern, Magazinen, der Brunnhauskapelle und den Brunnen in den beiden äußeren Innenhöfen auch die Einfriedung des Geländes.
Alle Bauten sind in Backstein mit Rahmungen und Gesimsen in Nagelfluh ausgeführt geometrisch gruppiert. Sudhäuser, Solereserven und Magazine sind als nüchterne Funktionsbauten ausgeführt, das Hauptbrunnhaus im Zentrum der Anlage soll konstruktives Denken, Zweckmäßigkeitserwägungen und romanische Baugesinnung vereinen. Dies kommt vor allem an der Fassade mit dem schmalen, hochgezogenen und giebelgekrönten Portalbau zum Ausdruck. Über dem Hauptportal erhebt sich die Brunnhauskapelle mit ihrem steilen Dach weit über die anderen Gebäude. Die Brunnen sind achteckig, auf den Mittelpfeilern befindet sich jeweils eine gusseiserne Figur.

### Beamtenstock
Der Beamtenstock „der Alten Saline“ ist unter der Nummer D-1-72-114-126 in die Denkmalliste eingetragen. Es war das erste Gebäude, das nach dem großen Stadtbrand von 1834 errichtet und fertiggestellt wurde. Der Entwurf stammt von Friedrich von Gärtner, der sich stark an die ebenfalls von Gärtner entworfene Bayerische Staatsbibliothek in München anlehnt. Der Beamtenstock bildet mit seiner verputzten Fassade einen starken Gegenpol zu den unverputzten Backsteinwänden der Salinengebäude.
Der Beamtenstock ist ein langgestreckter, dreigeschossiger Gebäudetrakt mit 25 Achsen. Gärtner vereinte seinen Formenschatz des Mittelalters und der Frührenaissance mit einem Rundbogenstil.

### Feuerwachtturm
Der Feuerwachtturm gehört nicht zu den Bauten der Saline und wurde auch einige Zeit vor dieser errichtet. Der Brandschutz hatte beim Neubau der Saline sehr hohe Priorität, weshalb der Feuerwachtturm in seiner Eigenschaft und durch die enge geschichtliche Verknüpfung mit in das Ensemble aufgenommen wurde. Er ist unter der Nummer D-1-72-114-142 in der Denkmalliste verzeichnet. Der Feuerwachtturm befindet sich ein gutes Stück oberhalb der Saline auf einem vorgelagerten Felsen des Gruttensteins und ist nur von oben – über den Pfannhauserweg, an dem sich auch die Burg Gruttenstein befindet – erreichbar.

### Kriegerdenkmal
Das Kriegerdenkmal auf dem Unteren Lindenplatz, das 1923 von Franz Bürgerling als Andenken für die Gefallenen des Ersten Weltkriegs entworfen wurde, ist eigentlich nicht Teil des Ensembles Alte Saline. Aber durch die Platzierung auf dem Unteren Lindenplatz, der Teil des Ensembles ist, liegt auch das Kriegerdenkmal in diesem Bereich. Es stellt einen Löwen auf einem gemauerten Sockel dar, der sich zwischen zwei Brunnenbecken aus Rotmarmor befindet. Das Denkmal ist unter der Nummer D-1-72-114-169 in die Denkmalliste eingetragen.

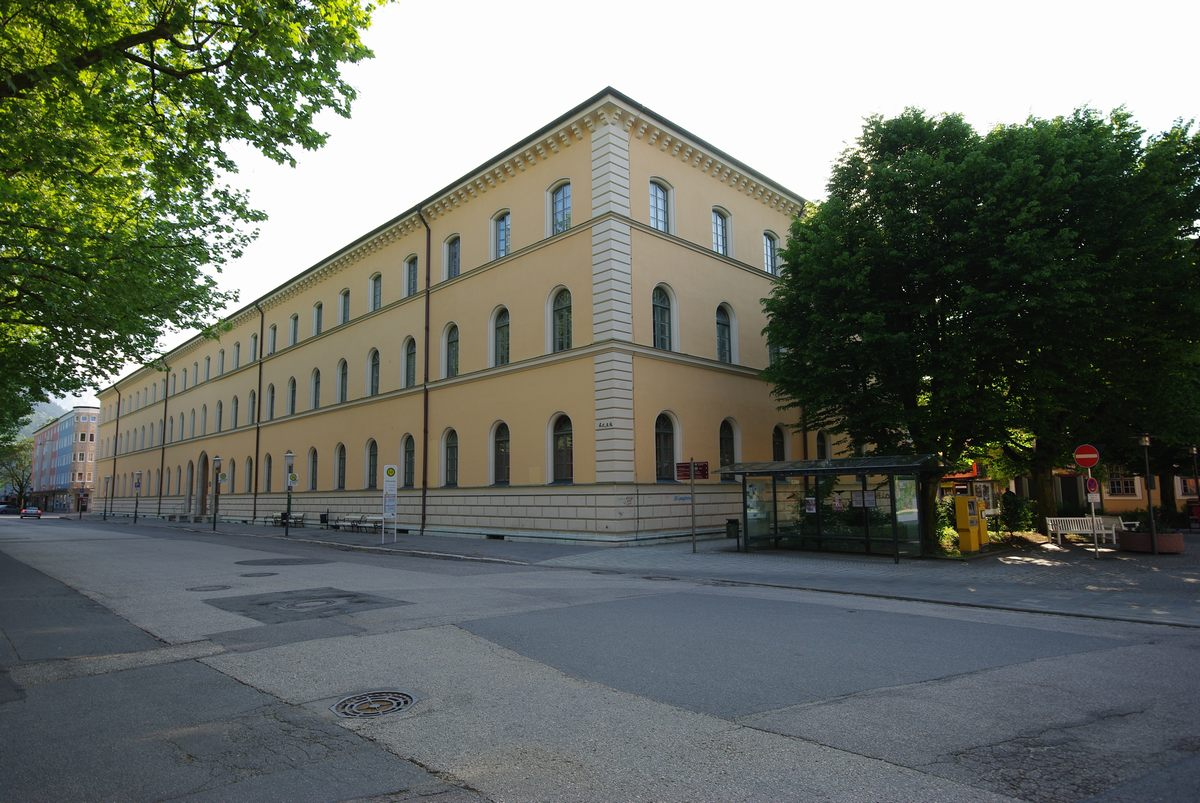
Beamtenstock
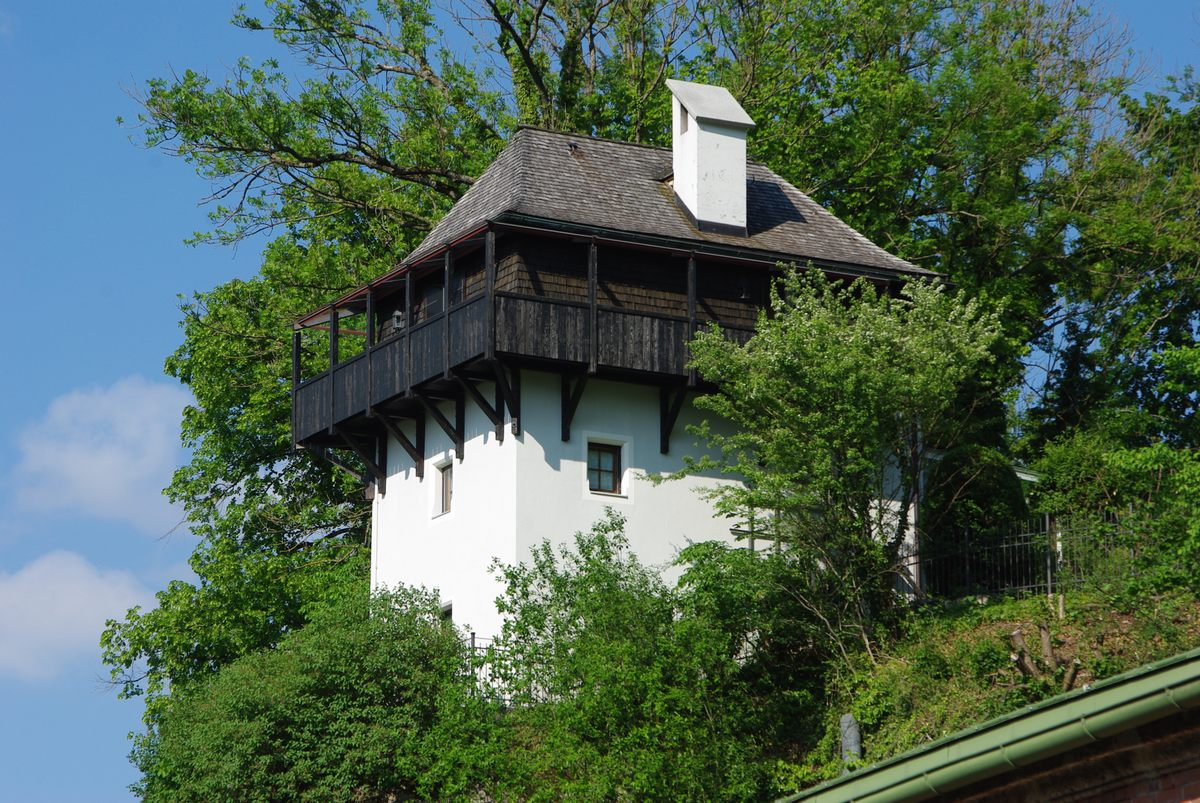
Feuerwachtturm
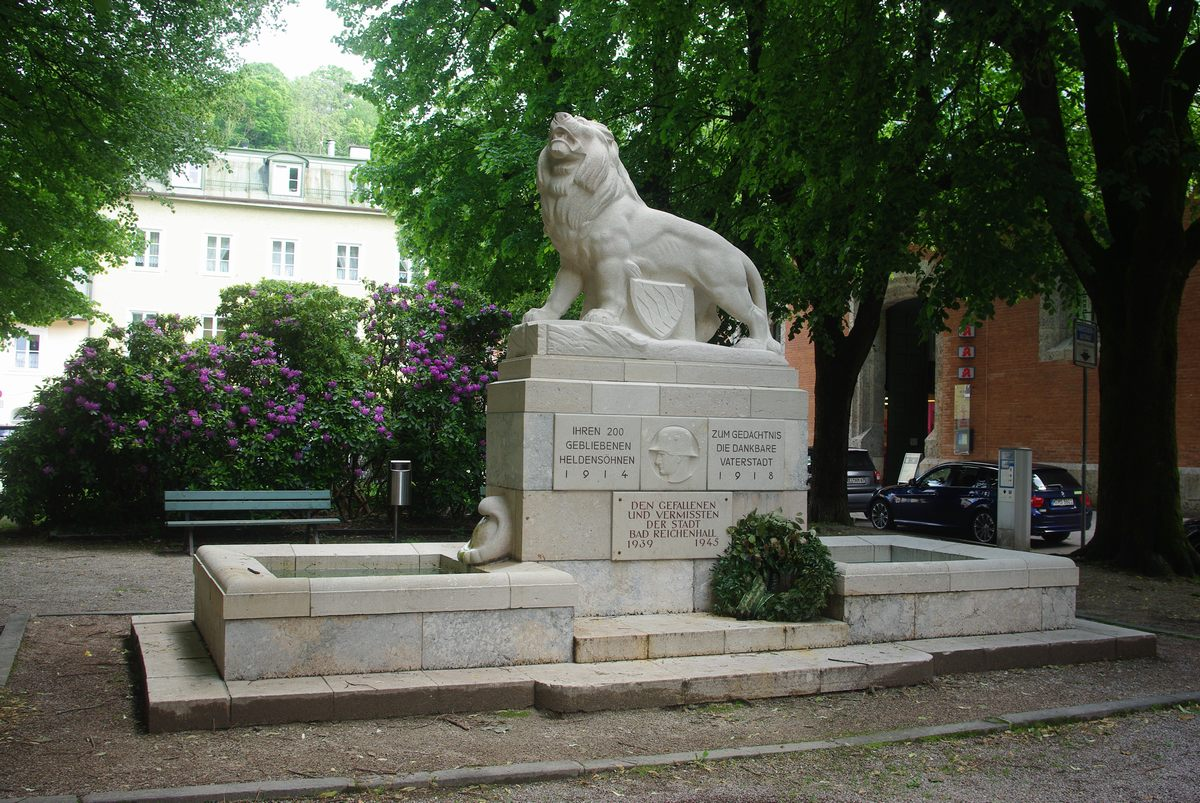
Kriegerdenkmal